# OptimFROG
OptimFROG é um codec de áudio desenvolvido por Florin Ghido. Tem funções híbridas, onde é possível escolher entre uma compressão lossless (sem perda de dados) e uma opção lossy (com perda de dados) corretiva, denominada DualStream. Possui a segunda maior taxa de compressão dentre os formatos lossless, perdendo apenas para o formato Lossless Audio (LA), desenvolvido por Michael Bevin. É compatível com altas resoluções de áudio, como 24bits ou 32bits, mas não é compatível com multicanais de áudio. Utiliza tags ID3 e APE e tem boa flexibilidade. É executado em vários players como o Winamp, Foobar 2000 e XMMS, mas com a instalação de pacotes de codecs, os players Windows Media Player, BSPlayer, Media Player Classic, entre outros se tornam compatíveis com o formato. Suas desvantagens são: baixo suporte de hardware e compressão e decodificação lenta.
Possui vários níveis de compressão, como fast (o mais rápido), normal, high, extra, best, highnew, extranew, bestnew, ultranew e a máxima compressão (muito lenta, demorando até 6 minutos para codificar uma música de 4 minutos, porém sua decodificação é bem mais rápida, levando cerca de 1 minuto e 20 segundos).
Foi comprovado em testes realizados com a versão 4.910b que os arquivos comprimidos no modo "--maximumcrompressor --experimental", na maioria das vezes, ultrapassava o nível de compressão do formato Lossless Audio.

## História
Os projetos se iniciaram em 1996 quando Florin Ghido era aluno de engenharia de computação da Universidade de Bucareste, localizada na Romênia. Seu objetivo era criar um formato de áudio sem perda de qualidade com uma alta taxa de compressão. Após dez anos, em 2006, Florin Ghido anunciou a versão 4.600ex, que se mostrou muito eficiente na compressão e quase desbancado o formato Lossless Audio. Foi só recentemente que o formato ganhou um pequeno espaço considerável entre usuários da internet, mas é raro encontrar álbuns e discografias neste formato, pois os formatos FLAC, Monkey's Audio e WavPack são mais populares e tem uma velocidade de compressão e decodificação muito superior ao OptimFROG.[carece de fontes?]

## DualStream
O DualStream é a versão lossy do codec. Foi desenvolvida para suprimir erros que outros formatos lossy apresentam, como o MP3, que tem a taxa de frequência máxima de áudio de até 20.000Hz e o WMA, que tem a taxa de frequência máxima de áudio de até 21.000Hz. Sua principal função é criar um arquivo de correção, assim como o formato Wavpack, para que seja possível recuperar a qualidade original do áudio. Tem 7 níveis de compressão, que são:
--6: Retira o mínimo de informações do áudio original, principalmente quando combinado com o modo --fast. A qualidade pode ser considerada excelente.
--5: Retira o mínimo de informações do áudio original, mas retira um número um pouco maior de informações. A qualidade pode ser considerada entre ótima a excelente.
--4: Os arquivos nesta qualidade fica com o tamanho médio de uma música MP3 codificada a 320KBPS, porém a qualidade do áudio em.ofs é superior e pode ser recuperada.
--3: Nível de compressão intermediário. É a qualidade padrão do formato, assim sendo considerado como compressão normal (normal compression).
--2: As compressões abaixo de --3 tem uma função onde as frequências mais altas das músicas são “simuladas” pelo codec durante a reprodução do arquivo. Na compressão --2 isto ocorre com menos intensidade que nas compressões --1 e --0.
--1: Como na compressão --2, as frequências mais altas das músicas também são “simuladas” pelo codec. Este modo é uma ótima opção para substituir o formato MP3, pois seu tamanho é semelhante a uma música em MP3 de 256KBPS, porém a qualidade é superior que uma música em MP3 de 320KBPS.
--0: Menor nível de compressão do codec.ofs. Como na compressão --2 e --1, as frequências mais altas das músicas também são “simuladas” pelo codec, porém com maior intensidade.
Diferente do formato lossless, que utiliza a extensão.ofr, a versão DualStream utiliza a extensão.ofs.